# Wysoka Świątynia

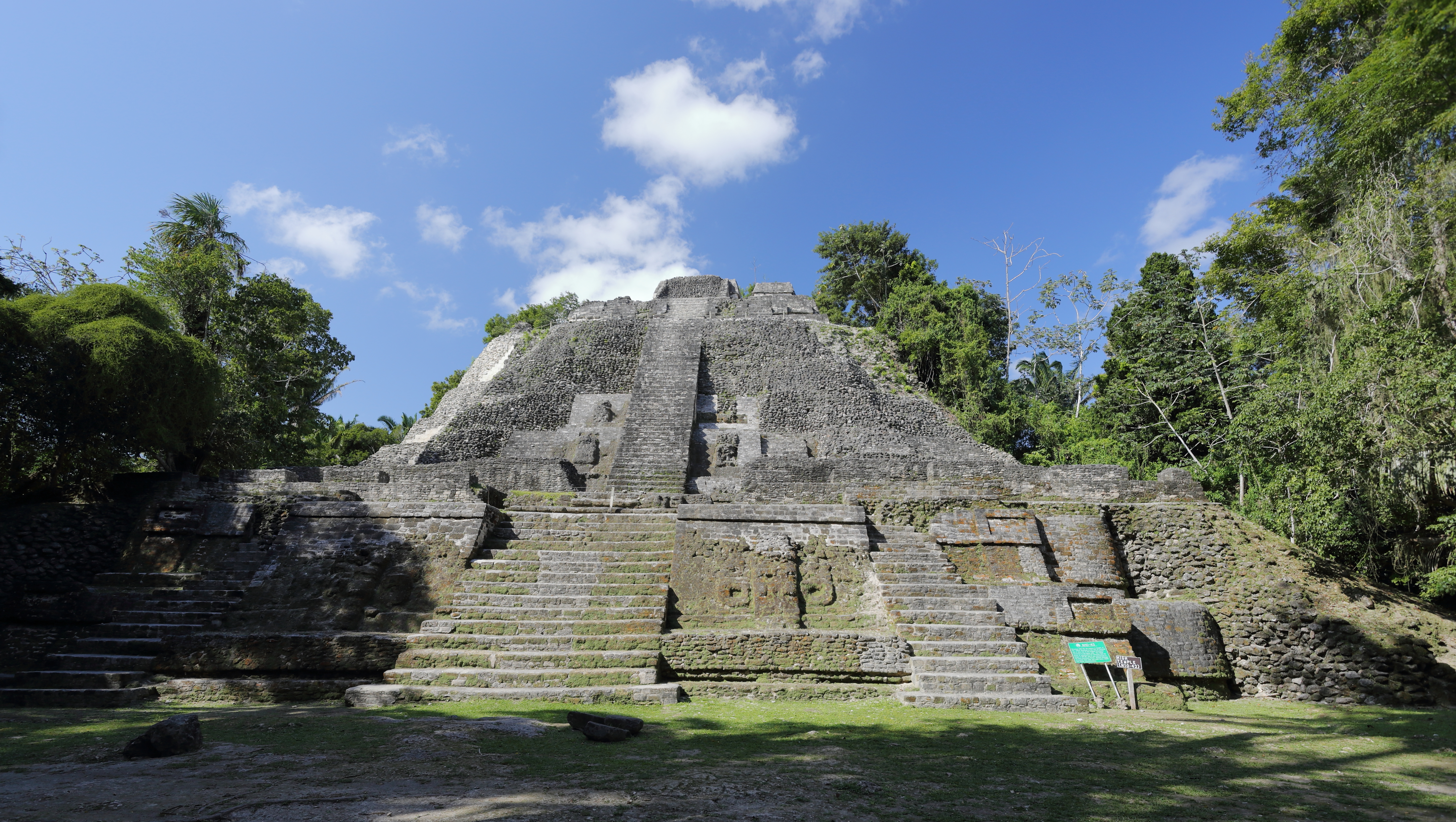
Wysoka Świątynia

Wysoka Świątynia lub Lamanai Structure N10-43 (hiszp. Templo Alto) – prekolumbijska majańska świątynia położona w Lamanai w Belize.
Została wzniesiona ok. 100 roku p.n.e. ale na przestrzeni wieków była wielokrotnie modyfikowana i przebudowywana. Podczas pierwszej fazy budowy osiągnęła również swoją aktualną wysokość 33 metrów. Ostatnia duża przebudowa miała miejsce ok. 600-700 roku n.e. Świątynia posiada liczne tarasy oraz trzy zestawy schodów od strony południowej. U ich podstawy odkryto jamę, w której złożono rytualną ofiarę w postaci czarnej urny z jadeitową figurką, wisiorkiem oraz muszlą z otworami. Znalezisko datuje się na okres preklasyczny. Natomiast na szczycie budowli natrafiono na cztery naczynia z okresu preklasycznego zawierające muszle, jadeit oraz 1024 obsydianowe rdzenie i 7553 obsydianowe odłamki i ostrza. Badanie wnętrza budowli ujawniło w warstwach jednej z najwcześniejszych faz budowy naczynie zawierające kości ptaków. Na prawo od centralnych schodów, w dolnej części obiektu znajdują się poważnie zerodowane pozostałości dużej, kamiennej maski. 
Budowla otoczona była placami i mniejszymi budynkami i stanowiła centralny punkt miasta w okresie klasycznym. Pełniła ważną funkcję rytualną dla społeczności Lamanai, choć jak wykazały badania archeologiczne Davida M. Pendergasta z Royal Ontario Museum we wcześniejszym okresie była również obiektem mieszkalnym. Archeolodzy w najstarszych warstwach budowli odkryli platformę z paleniskami i powierzchniami użytkowymi, które wykorzystywano na około sto lat przed tym, jak obiekt przekształcono w kompleks ceremonialny. 
W niewielkiej odległości od świątyni znajduje się boisko do gry w piłkę, datowane na 900-950 rok n.e. Podczas wykopalisk natrafiono tam na ceramikę oraz rtęć, co według odkrywcy archeologa Davida M. Pendergasta jest pierwszym odnotowanym przypadkiem odkrycia rtęci u Majów.